# NGC 6942
NGC 6942 ist eine Balken-Spiralgalaxie vom Hubble-Typ SBa im Sternbild Indianer am Südsternhimmel. Sie ist schätzungsweise 144 Millionen Lichtjahre von der Milchstraße entfernt.
Das Objekt wurde am 9. Juni 1836 von John Herschel entdeckt.